# William Douglas, 1.º Conde de Douglas
William Douglas (1327–1384) foi um nobre escocês, filho de Sir Archibald Douglas e Beatrice Lindsay.
Foi um personagem não fictício na trilogia A Busca do Graal (O Arqueiro, O Andarilho, O Herege), escritos pelo inglês Bernard Cornwell.